# Two Ocean Pass
Der Two Ocean Pass ist ein Gebirgspass auf der kontinentalen Wasserscheide Nordamerikas im Bridger-Teton National Forest im US-Bundesstaat Wyoming. Die Höhe des Passes beträgt 2478 Meter. Das Wasser des Passüberganges fließt südwestlich der Wasserscheide über den Pacific Creek in den Pazifik und nordöstlich über den Atlantic Creek in den Atlantik ab.
Trotz seiner Höhe und der über 3000 Meter hohen Berge in der Umgebung ist der Passübergang eine weite, von Grasland und Mooren geprägte Ebene von zwei bis drei Kilometern Länge und über einem Kilometer Breite. Der etwas südlich vom Yellowstone-Nationalpark gelegene Pass ist nur mit Wanderwegen erschlossen. Die nächste größere Straße liegt etwa 25 Kilometer südlich des Passes.
Am Two Ocean Pass befindet sich die einzige Flussbifurkation der kontinentalen Wasserscheide Nordamerikas. Der von nördlich des Passes gelegenen Hängen herunterkommende North Two Ocean Creek teilt sich am Pass in den Pacific Creek, der über den Snake River und Columbia River zum Pazifik fließt, und den Atlantic Creek, der über den Yellowstone River und Missouri dem Golf von Mexiko zufließt. Diese Besonderheit wird Parting of the Waters genannt.
In einigen Quellen ist aufgeführt, dass sich der South Two Ocean Creek, der von Süden zum Pass hinunterfließt, ebenfalls teile. Bei dem laut Literatur aus den 1990er-Jahren von Bibern gestauten Bach sei aber kein klarer Verlauf erkennbar. 
Everman zeichnete im Jahr 1895 hingegen sowohl den von Norden als auch den von Süden kommenden Fluss deutlich erkennbar als sich teilend.

“Each fork of Atlantic Creek, just after entering the meadow, divides as if to flow around an island; but the stream toward the meadow, instead of returning toward the portion of which it had parted, continued its westernly course across the meadow. Just before reaching the western border the two streams unite, and then pour their combined waters into Pacific Creek.”

„Jeder Quellbach des Atlantic Creek teilt sich, gleich nachdem er auf die Wiese kommt, als ob er um eine Insel fließen würde; aber der Wasserlauf zur Wiese behält seine westliche Richtung über die Wiese bei, anstatt zum anderen Teil, von dem er sich gelöst hatte, zurückzukehren. Kurz vor dem westlichen Rand vereinigen sich die beiden Bäche, und dann strömt ihr gemeinsames Wasser in den Pacific Creek.“

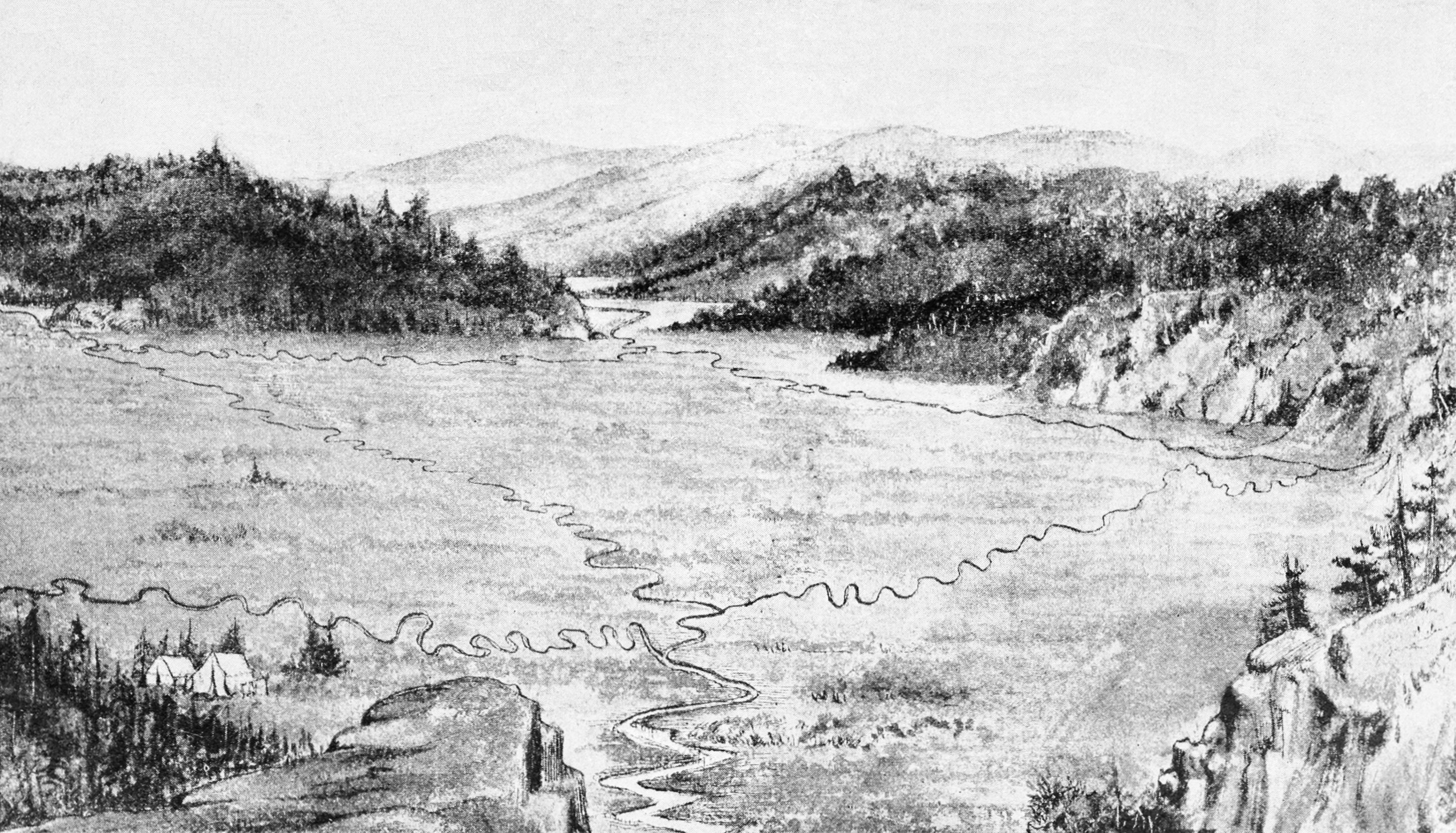
Each fork of Atlantic Creek, just after entering the meadow, divides as if to flow around an island; but the stream toward the meadow, instead of returning toward the portion of which it had parted, continued its westernly course across the meadow. Just before reaching the western border the two streams unite, and then pour their combined waters into Pacific Creek.

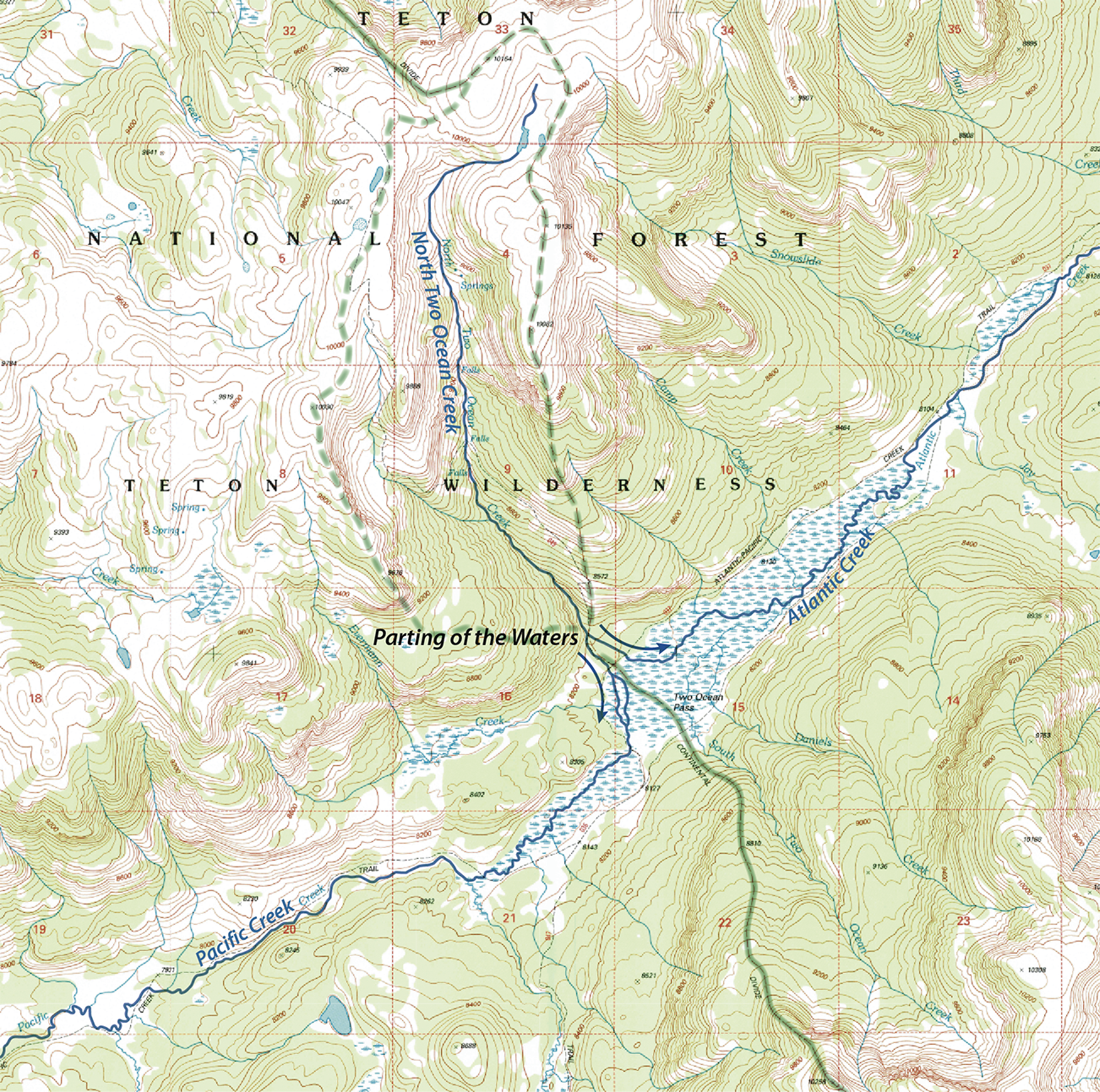
Topographische Karte des Two Ocean Pass

Nach Niederschlägen oder Schneeschmelze soll sich auf der sumpfigen Ebene am Two Ocean Pass sogar ein kleiner See bilden, der auf beide Seiten entwässere, also eine Pseudobifurkation.
Dank der Bifurkation können Fische über die kontinentale Wasserscheide von einem Flusssystem ins andere wechseln. Zu den Fischen, die hier überwechseln, gehören die Yellowstone-Cutthroat-Forelle (Oncorhynchus clarki bouvieri) und Ptychocheilus oregonensis (Columbia River Dace). Der Oberlauf des Yellowstone Rivers und der Yellowstone Lake wurden von Fischen nur über den Two Ocean Pass und somit flussabwärts besiedelt, da die Lower Falls, Wasserfälle am Yellowstone River, nicht von Fischen überwunden werden können und die Region somit ursprünglich fischlos war. Cottus bairdii, der ebenfalls am Oberlauf des Pacifik Creek heimisch ist, wechselte hingegen nicht zum Atlantic Creek hinüber.
Das Phänomen der Fische, die über die Wasserscheide wanderten, wurde schon von Jim Bridger verbreitet, der die Gegend in der Mitte des 19. Jahrhunderts erkundet hatte. Oft angezweifelt, wurde die Bifurkation dann von William A. Jones während seiner Expedition im Sommer 1873 bestätigt.
1965 wurden der Two Ocean Pass und Parting of the Waters als National Natural Landmark ausgewiesen.